# Sœur Albertine
Albertine Debacker, en religion sœur Albertine, est une religieuse catholique, enseignante et influenceuse française.

## Biographie
Albertine Debacker est originaire de Lille, elle naît au milieu des années 1990 au sein d'une famille catholique avec quatre frères et un père ingénieur. Elle fait cinq ans d'études de finances à Paris puis trouve un emploi dans le secteur de la finance. Elle décide de quitter son compagnon à l'âge de 24 ans pour un an de retraite dans une abbaye avant de devenir religieuse au sein de la Communauté du Chemin Neuf, communauté catholique fondée à Lyon en 1973 et qui œuvre pour l'unité des hommes et des femmes. 
Elle devient aumônière au lycée Sainte-Marie de Lyon, en septembre 2021. En décembre 2021, elle commence son activité d'influenceuse catholique sur Instagram.
En 2023, elle participe aux Journées mondiales de la jeunesse avec sa communauté, d'abord à Portimao puis à Lisbonne.

## Activités sur Internet
Son message s'adresse principalement aux jeunes. Dans ce but, « elle utilise les réseaux sociaux pour répondre à toutes les questions que l'on peut se poser sur la religion. »,
En 2022, elle compte entre 100 000 et 150 000 abonnés; début 2023, elle est connue de quelque 150 000 followers; en 2024 elle compte 120 000 abonnés sur TikTok et 170 000 sur Instagram et en avril 2025, elle compte 297 000 abonnés sur Instagram et 161 000 sur TikTok.
Elle fait différentes interviews, notamment avec Léa Salamé et Guillaume Pley et des collaborations avec d'autres influenceurs dont frère Paul-Adrien.